# Manoao colensoi
Manoao colensoi — вид хвойних рослин родини подокарпових.

## Поширення, екологія
Країни поширення: Нова Зеландія (Північний острів, Південний острів). Росте від низовин до гірських лісів (записаний від рівня моря до 1000 м). Зазвичай росте на старих, погано осушених поверхнях з вилуженими безплідними ґрунтами, і в кислих болотах і торфовищах. Незвичайним характером цього виду є його здатність до регенерації і поширення через підземні стебла.

## Морфологія
Дерево до 15 м у висоту і 100 см діаметром, з прямим, чистим стовбуром. У молодості це конусоподібне дерево, але пізніше розвивається висока, помірно розкидиста крона. Кора коричнево-сіра. Є три різних стадіях росту, кожна з яких визначається листям. Листки неповнолітніх дерев довжиною 6–12 мм, вузькі, загострені. Коли рослина напівдоросла, листки менші, довжиною 3–4,5 мм, плоскі і розташовані в двох протилежних рядів в одній площині. Листя дорослих дерев 1–2,5 мм довжиною, товсті, шкірясті, лускоподібні, 1.5 мм в діаметрі. Пилкові шишки поодинокі, верхівкові, 3–5 мм довжиною, ≈ 1,5 мм шириною. Насіння 2–4 мм довжиною, широко яйцеподібно-довгасте, чорне.

## Використання
Деревина щільна і компактна, але не важка, сильна. Вона іноді красиво строката і тому високо цінується для виготовлення меблів. Оскільки дерева тепер захищені в Новій Зеландії, комерційне використання незначне. Не відомо, чи є у вирощуванні крім як у кількох ботанічних садах.

## Загрози та охорона
Низинні ліси у Новій Зеландії були значно скорочені і фрагментовані, особливо у зв'язку з європейським поселеннями, які змінили землекористування на сільськогосподарське. Ці загрози зараз припинилися, і залишки природних лісів в даний час регенерують назад, тому це хвойне може знову процвітати.